# Aeródromo de Zeltweg

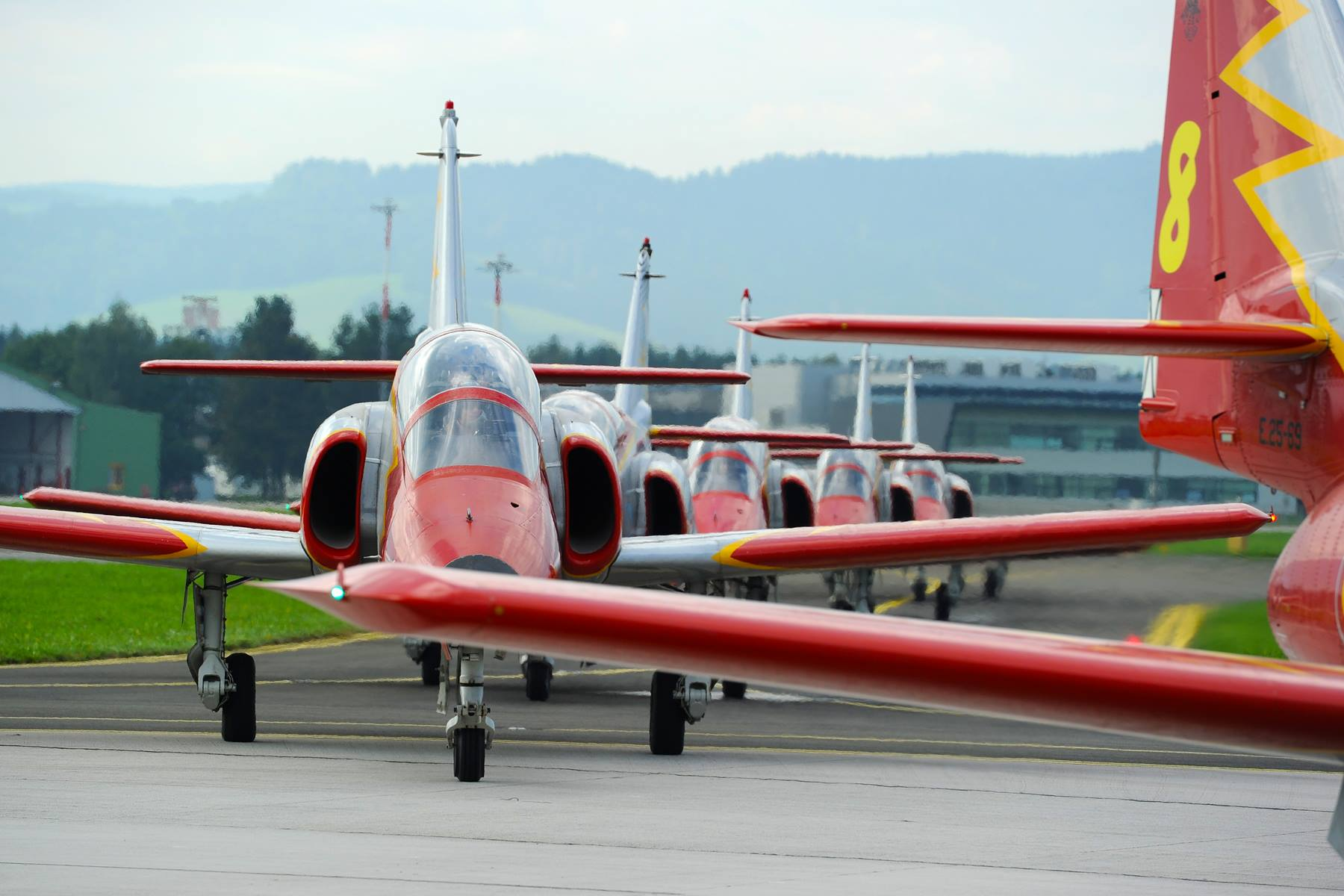
Patrulla Águila durante el AirPower16 celebrado en Zeltweg

Aeródromo de Zeltweg, ahora conocido como Fliegerhorst Hinterstoisser, es un aeropuerto militar en Estiria, Austria, cerca de Zeltweg. Es la pista de aterrizaje principal de la Fuerza Aérea Austriaca. También en un principio fue un trazado de carreras, válida para el campeonato mundial de Fórmula 1 en los años 60, como Gran Premio de Austria, antes de la creación del Österreichring (hoy Red Bull Ring).

## Deportes de motor
Construido en 1959 en Estiria, la idea para una pista vino desde el Reino Unido luego del el éxito del circuito de Silverstone, también construido en un campo de aviación. Sin embargo, los ingenieros de la pista en Zeltweg no tuvieron en cuenta la naturaleza abrasiva que presentaba la superficie. Solamente se albergó un Gran Premio de Fórmula 1 dentro del campeonato mundial, que se celebró en 1964. El GP de Austria volvió al campeonato en 1970, en el Österreichring.
Para el Campeonato Mundial de Resistencia de coches, en esta pista celebró los 500 km de Zeltweg llevándose a cabo más tarde, hasta que la pista fue abandonada en 1969 por la construcción del nuevo trazado en Österreichring. El récord de vuelta en el circuito del aeródromo de Zeltweg es 1:09.84, ostentado por Graham Hill en BRM.

## Ganadores

### Fórmula 1
Solo se muestran ediciones dentro del campeonato mundial de Fórmula 1.
| Año     | Piloto          | Constructor | Fecha        | Resultados |
| ------- | --------------- | ----------- | ------------ | ---------- |
| 1964    | Lorenzo Bandini | Ferrari     | 23 de agosto | Resultados |
| Fuente: |                 |             |              |            |